# Partia Justycjalistyczna
Partia Justycjalistyczna (hiszp. Partido Justicialista, PJ) – partia polityczna w Argentynie.

## Historia
Utworzona pod nazwą Partia Peronowska. Działa od 1946 roku. Początkowo stanowiła koalicję ugrupowań popierających prezydenta Juana Peróna. Ugrupowanie było ściśle związane ze związkiem zawodowym Powszechna Konfederacja Pracy (CGT). Po obaleniu reżimu Peróna w 1955 roku partia została zdelegalizowana. W 1958 roku przyjęła obecną nazwę. Uległa rozłamowi na frakcję lewicową i prawicową. Juan Perón po powrocie do władzy w 1973 roku faworyzował partyjną prawicę. Doprowadziło to do odejścia z partii frakcji lewicowej. Ponownie zdelegalizowana w 1976 roku po wojskowym zamachu stanu. Legalną działalność Partii Justycjalistycznej umożliwiła restauracja demokracji w 1983 roku. Odniosła zwycięstwo w wyborach w 1989 roku. W tym samym roku prezydentem kraju został peronista Carlos Saúl Menem. Administracja Menema prowadziła neoliberalną politykę gospodarczą i przeprowadziła prywatyzację. Partia utraciła władzę w 1999 roku. W 2003 roku prezydentem kraju został Néstor Kirchner reprezentujący partyjną lewicę. Partia Justycjalistyczna należy do koalicji Front na rzecz Zwycięstwa.

## Poparcie
| Wybory | Poparcie | Zmiana punktów procentowych | Mandaty (Izba Deputowanych) | Zmiana |
| ------ | -------- | --------------------------- | --------------------------- | ------ |
| 1983   | 37,08%   | -                           | 112                         | -      |
| 1985   | 36%      | 1,08                        | 101                         | 11     |
| 1987   | 41,5%    | 5,5                         | 105                         | 4      |
| 1989   | 44,6%    | 3,1                         | 123                         | 18     |
| 1991   | 36.65%   | 7,95                        | 122                         | 1      |
| 1993   | 42,3%    | 5,65                        | 129                         | 7      |
| 1995   | 43,07%   | 0,77                        | 137                         | 8      |
| 1997   | 36,27%   | 6,8                         | 118                         | 19     |
| 1999   | 33,70%   | 2,57                        | 50                          | 68     |
| 2001   | ?        | ?                           | 116                         | 66     |
| 2005   | ?        | ?                           | 11                          | 105    |
| 2007   | ?        | ?                           | 62                          | 51     |
| 2009   | ?        | ?                           | 87                          | 25     |